# Charles Lennox, 3:e hertig av Richmond
Charles Lennox, 3:e hertig av Richmond, född den 22 februari 1735, död den 29 december 1806, var en brittisk hertig, son till Charles Lennox, 2:e hertig av Richmond och lady Sarah Cadogan.
Han gjorde en militär karriär, avslutad som fältmarskalk 1792. Men han gjorde också delvis en annan karriär, bland annat som invald medlem av Privy Council från 1765 och som Storbritanniens ambassadör i Frankrike 1765-1766. Han blev utnämnd till riddare av Strumpebandsorden 1781. Han gifte sig 1757 med lady Mary Bruce (1737-1796), men fick inga barn med henne. Däremot hade han tre illegitima barn.